# 林瓊瑤
林瓊瑤（1914年2月9日—1979年1月2日）是台灣高雄市出身的實業家、出版家，以及前高雄市議員、國民大會代表。
林瓊瑤名古屋高校、早稻田大學畢業，曾任興業信用組合理事，後來離職；之後又在二次大戰後該組合改制高雄市第三信用合作社時成為首任理事主席。此外，在1958年創辦三信高級商業職業學校，曾不畏國民政府警告，安排被國民黨白色恐怖迫害的台灣本土派作家林曙光到三信家商任教，也曾在1970年創辦三信出版社並自任社長兼發行人。三信出版社曾出版過鍾肇政、葉石濤、李喬等名家作品，成為台灣文學的重鎮。 
1946年，林瓊瑤當選為高雄市參議會議員；1950年，當選高雄市議會第一屆議員；1972年，當選增額國民大會代表。